# Liriomyza decempunctata
Liriomyza decempunctata este o specie de muște din genul Liriomyza, familia Agromyzidae, descrisă de Mitsuhiro Sasakawa în anul 1961. Conform Catalogue of Life specia Liriomyza decempunctata nu are subspecii cunoscute.